# Constante de Sierpiński

Représentation graphique de la constante de Sierpiński.

La constante de Sierpiński est la constante mathématique, habituellement notée K, définie par :
{\displaystyle K=\lim _{n\to \infty }\left[\sum _{k=1}^{n}{r_{2}(k) \over k}-\pi \ln n\right]}
où r2(k) est le nombre de représentations de k comme une somme de deux carrés d'entiers.
Sa valeur est :
{\displaystyle K=\pi \left(2\ln 2+3\ln \pi +2\gamma -4\ln \Gamma \left({\frac {1}{4}}\right)\right)\approx 2{,}584~98},
où γ désigne la constante d'Euler-Mascheroni et Γ la fonction gamma.